# Georges Clemenceau
Georges Clemenceau (n. 28 septembrie 1841, Mouilleron-en-Pareds, Pays de la Loire, Franța – d. 24 noiembrie 1929, Paris, Franța) a fost un politician francez, prim-ministru al Franței între anii 1906 - 1909 și 1917 - 1920, membru al Academiei Franceze din 1918.